# 金融学科
金融学科（きんゆうがっか）とは大学に設置される学科の名称。金融に関する学問の教育研究が行われている。
東京大学経済学部金融学科ではカリキュラムの充実、最新鋭の設備導入や現場で働いている人材を指導陣として招くなど実務的分野に力を注いでいる。

## 金融学科を置く大学

### 国立
- 東京大学経済学部（2007年設置）

### 私立
- 武蔵大学経済学部（1992年設置）
- 中央大学商学部（1994年設置）